# 御神楽温泉
御神楽温泉（みかぐらおんせん）とは、新潟県東蒲原郡阿賀町広谷にある温泉。

## 泉質
- ナトリウム-硫酸塩・炭酸水素塩泉
  - 泉温　54.6℃

## 温泉街
奥阿賀と呼ばれる御神楽岳の麓に日帰り温泉施設「みかぐら荘」及び日帰り入浴も扱う旅館「ブナの宿 小会瀬」が存在する。
かつては旅館「あすなろ荘」も存在したが、経営元の第三セクター「上川温泉」が新型コロナウイルス感染者流行の影響で指定管理を返上したため、2020年5月末で上川温泉運営としての営業を終了した。
近くには、「あすなろ荘」が経営する「あすなろ森林公園」もあるが、現在は営業休止中である。

## アクセス
- JR磐越西線 津川駅から新潟交通観光バス広瀬行・室谷行で約30分､「八田蟹」下車､徒歩約10分。（旅館送迎バスあり）
- 磐越自動車道 津川ICより、車で約20分。